# Stazione di Fara Sabina-Montelibretti
Stazione di Fara Sabina-Montelibretti vasútállomás Olaszországban, Fara in Sabina településen.

## Vasútvonalak
Az állomást az alábbi vasútvonalak érintik:
- Firenze–Róma-vasútvonal

## Kapcsolódó állomások
A vasútállomáshoz az alábbi állomások vannak a legközelebb:
- Stazione di Piana Bella di Montelibretti (Stazione di Fiumicino Aeroporto, FL1)
- Stazione di Poggio Mirteto (Stazione di Orte, FL1)